# Papyrus Horsley III
Der Papyrus Horsley III (Nr. 865 nach Rahlfs) ist das Fragment eines Papyruskodex aus dem 3. oder 4. Jahrhundert. Es enthält Teile von 2. Mose 4,2–6, 14–17 in griechischer Sprache. Das Fragment ist 5 × 7,5 cm groß, die Schrift ist etwas unregelmäßig.
Die Herkunft des Fragmentes ist unbekannt. Es befand sich im Nachlass des Theologen Adolf Deißmann. Heute ist es im Besitz des Althistorikers und Klassischen Philologen Greg Horsley in Armidale (davor in Bundoora) in Australien unter dem Siglum P. Horsley III.

## Textausgabe
- Greg H. R. Horsley: An Unpublished Septuaginta Papyrus from the Nachlass of Adolf Deissmann. In: Archiv für Papyrusforschung, Band 39, 1993, S. 35–38, Tafeln 14–15.
- Greg H. R. Horsley: Classical Manuscripts in Australia and New Zealand, and the Early History of the Codex. In: Antichthon, Band 27, 1993, S. 60–85, Tafel 3.